# Euploea laurentia
Euploea laurentia är en fjärilsart som beskrevs av Hans Fruhstorfer 1910. Euploea laurentia ingår i släktet Euploea och familjen praktfjärilar. Inga underarter finns listade i Catalogue of Life.